# Spergularia pycnantha
Spergularia pycnantha är en nejlikväxtart som beskrevs av George Bowyer Rossbach. Spergularia pycnantha ingår i släktet rödnarvar, och familjen nejlikväxter. Inga underarter finns listade i Catalogue of Life.